# Жена в опасност
„Жена в опасност“ (на английски: Lady in Danger) е австралийски телевизионен филм от 1959 година, създаден от телевизия Ей Би Си.

## Сюжет
Една жена си поставя за цел да напише криминален роман, след като съпруга и е уволнен от работа...

## В ролите
- Джон Блутал като Инспектор Марш
- Питър Карвър като Детектив Бърк
- Джеймс Кондън като Бил Сефтън
- Мади Хед като Моника Сефтън
- Алистър Дънкън като Анди Мийди
- Джеймс Елиът като Детектив Погсън